# 細野修平
細野 修平（ほその しゅうへい）は、日本の漫画編集者。集英社の会社員。

## 経歴
2000年、集英社に入社。月刊少年ジャンプ編集部に配属。2007年の同誌休刊と同時にその後継誌・ジャンプSQ編集部に異動。2012年、週刊少年ジャンプ編集部に異動し、副編集長として『ジャンプLIVE』などのデジタルコンテンツを担当する。
2014年に『少年ジャンプ+』を立ち上げ、2017年より少年ジャンプ+編集長を務める。

## 担当作品
- 『テガミバチ』[1] - 立ち上げ[3]
- 『終わりのセラフ』[1] - 立ち上げ[3]
- 『ドラゴンボール外伝 転生したらヤムチャだった件』[1][4]
- 『るろうに剣心-特筆版-』[4]

## インタビュー
- 『目標は100万DL ジャンプ編集部が本気で作る電子書籍アプリ「ジャンプLIVE」の狙い』 - 2013年8月6日
- 『【第8回】王者ジャンプの電子化への回答――ジャンプLIVEの魅力とは？』- 2013年10月30日
- 『「ジャンプ」アプリ続々　集英社がデジタル化に力を入れるワケ』 - 2013年12月20日
- 『無料で連載マンガが読みまくれる「少年ジャンプ＋」を作ったジャンプ編集部に突撃インタビューしてきた』 - 2014年10月10日。籾山との共同インタビュー
- 『少年ジャンプ副編集長に聞く「電子版」の狙い--ジョジョ新作や作家発掘も』 - 2014年11月1日。籾山との共同インタビュー
- 『王者・集英社の挑戦。アプリ発「ワンピース」超えの大作は生まれるか』 - 2015年2月12日
- 『少年ジャンプ副編集長に聞く「漫画アプリ」の手ごたえ--デジタル作家の仕事場にも潜入』 - 2016年08月18日
- 『漫画は紙からアプリの時代到来/「少年ジャンプ+」2年半でユーザー6倍に』 - 2017年6月5日
- 『億ヒット連発しなければ、業界として失敗『少年ジャンプ＋』編集長』 - 2017年9月20日
- 『ゲスト 【「少年ジャンププラス」編集長　細野修平さん】』 - 2017年10月9日
- 『少年ジャンプルーキー3周年記念！！「少年ジャンプ」×「ジャンプ+」』 - 2017年12月1日。週刊少年ジャンプ編集長中野博之との共同インタビュー
- 『少年ジャンプ＋編集長に聞く｢マンガ編集者がAIを使う｣可能性 ── 中国には100万人の漫画家志望がいる』 - 2018年12月28日
- 『「少年ジャンプ」がヒット予測に挑む理由』 - Repro CSOの越後陽介との共同インタビュー　2019年2月15日
- 『「漫画にとって今が一番幸せな時代」ライバル誌『ジャンプ』『マガジン』コラボへの編集者の想い』 - 2019年4月27日。マガジンポケット編集長橋本脩との共同インタビュー
- 『あのジャンプとマガジンがタッグを組んだ ――「少年ジャンマガ学園」の狙いを聞いた！』 - 2019年5月17日。橋本との共同インタビュー
- 『マンガへの危機感から「少年ジャンプ」が3期目アプリコンテストにかける思い』 - 2019年7月10日
- 『少年ジャンプ＋編集長｢出版社系漫画アプリで日本一になった理由｣』 - 2020年9月6日
- 『「少年ジャンプ+」編集長が語る、画期的マンガアプリ誕生の背景 「オリジナルマンガで行くという戦略は間違っていなかった」』 - 2020年2月21日
- 『ジャンプではもはや足りない？集英社がスタートアップと組みたい理由』 - 2020年8月13日
- 『『少年ジャンプ』がエンジニアとつくりたい未来とは？集英社『マンガテック2020』仕掛け人に聞く』 - 2020年10月22日。籾山との共同インタビュー
- 『少年ジャンプ＋で読み切りが次々バズる理由を編集長に聞いてみた』 - 2020年12月28日
- 『ウェブ発漫画『SPY×FAMILY』が100万部突破…『少年ジャンプ＋』編集部に聞くヒットのワケ』2021年1月13日
- 『少年ジャンプ＋：ヒット作が続々生まれる理由　SPY×FAMILY、怪獣8号も』 - 2021年02月14日
- 『『SPY×FAMILY』の快進撃　ウェブ発で累計発行部数800万部突破』 - 2021年03月17日。林士平との共同インタビュー
- 『「少年ジャンプ＋」1700万DL突破　ウェブ発人気漫画を生む仕組み』 - 2021年03月18日。林との共同インタビュー
- 『目標は鬼滅超え。大ヒットを生み出す「少年ジャンプ＋」 SPY×FAMILY・怪獣8号』 - 2021年3月25日